# Pteropera femorata
Pteropera femorata är en insektsart som först beskrevs av Giglio-tos 1907.  Pteropera femorata ingår i släktet Pteropera och familjen gräshoppor. Inga underarter finns listade i Catalogue of Life.